# 梨形新金星介
梨形新金星介（学名：Neocyprideis periformis）为荊花介科新金星介屬下的一个种。